# Говоров Олександр Олексійович
Олександр Олексійович Говоров (нар. 11 лютого 1942, Чернігів, УРСР — пом. невідомо, Ташкент, Узбецька РСР) — радянський український футболіст, воротар. У Вищій лізі СРСР виступав за донецький «Шахтар» та ташкентський «Пахтакор».

## Життєпис
Початок кар'єри провів у 1960-1961 роках в сумському «Авангарді». З 1962 року — в СКА Київ, у 1963 році провів 34 матчі. У 1964-1965 роках грав за чернігівську «Десну».
У 1966 році 24-річний Олександр перебрався в «Шахтар», де повинен був стати «дублером» Юрія Коротких. Дебютував у футболці донецького клубу 26 квітня 1966 року в програному (0:2) виїзному поєдинку 4-о туру Першої групи класу «А» проти бакинського «Нафтовика». Говоров вийшов на поле на 74-й хвилині, замінивши Юрія Коротких. Проте вже з наступного сезону став основним воротарем команди, яким залишався до 1971 року, коли програв конкуренцію Юрію Дегтерьову. У складі «гірників» зіграв 100 офіційних матчів.
Потім перебрався до вищолігового «Пахтакора». Професіональну кар'єру завершив 1974 року в складі друголігового узбецького клубу «Янгієр».